# Амочаевский
Амочаевский — хутор в Новоаннинском районе Волгоградской области России. Входит в состав Черкесовского сельского поселения. Население 30 человек (2010).

## География
Расположен в северо-западной части области, в лесостепи, в пределах Хопёрско-Бузулукской равнины, являющейся южным окончанием Окско-Донской низменности, на р. Паника. Есть пруд.
Уличная сеть состоит не развита.
Абсолютная высота 97 метров над уровнем моря.

## Население
| 2010 |
| ---- |
| 30   |

Гендерный состав
По данным Всероссийской переписи населения 2010 года в гендерной структуре населения из 30 жителей мужчин и женщин — по 15 человек (50 % каждая когорта).
Национальный состав
Согласно результатам переписи 2002 года, в национальной структуре населения
русские составляли 69 % из общей численности населения в 118 человек.

## Инфраструктура
Развитое сельское хозяйство. Личное подсобное хозяйство.
Ведется газификация хутора. Внутрипоселковый газопровод включён в областную целевую программу «Газификация Волгоградской области на 2013—2017 годы».

## Транспорт
Просёлочные дороги.